# Damir Trokic
Damir Trokic, född  6 september 1989 i Banja Luka i Bosnien och Hercegovina, är en svensk styrkelyftare som tävlar för Kalmar Atletklubb. 
Trokic innehar svenskt rekord för både juniorer och senior i klass -120 kg med totalt 952,5 kg, sedan junior världsmästerskapen 2012. 
Trokic började träna styrkelyft sommaren 2006 och blev år 2007 ungdomsvärldsmästare i styrkelyft i 110 kg-klassen i VM-tävlingarna i Frankrike  År 2009 vann Trokic junior-EM i klass -125 kg. År 2010 arrangerades EM I Hamar i Norge, där Trokic vann guldmedalj. År 2012 vann Trokic EM-silver samt VM-Silver
Efter att under 2012-2013 haft problem med ryggen slutade han helt med knäböj och marklyft i maj 2013, för att först vila ut och sedan börja rehabträna under hösten. År 2015 kom han tvåa i SM. Från 2017 tävlar han för Kalmar AK, där han även samma år vann SM i Borås, som sändes på SVT play. 
Under 2018 och 2019 brottades Trokic med skadebekymmer i axeln. Träningen bestod mestadels av rehab och lättare träning i knäböj och marklyft. Från slutet av 2019 blev han skadefri och kunde successivt börja träna tungt igen, dock inga tävlingar med rådande covid-19 pandemi.

## Internationella meriter
- VM-guld för ungdomar 2007
- NM-guld för ungdomar 2007
- EM-silver för juniorer 2008
- NM-guld för juniorer 2009
- EM-guld för juniorer 2009
- EM-guld för juniorer 2010
- EM-silver för juniorer 2012
- VM-silver för juniorer 2012

## Personliga rekord
- Knäböj 372,5 kg
- Bänkpress 267,5 kg
- Marklyft 327,5 kg

Totalt (på samma tävling): 952,5 kg  Detta resultat gjordes på VM i Polen 2012 och blev då ett rekord i totalresultatet både för juniorer och seniorer.